# 덫 (1984년 드라마)
《덫》은 1984년 3월 25일에 MBC TV에서 방영되었던 베스트셀러극장이다.

## 줄거리
덕산실업의 총수이자 사회사업가 김선태 사장(신충식)이 자신이 세운 장난감 박물관 안 밀실에서 칼을 맞고 숨진 채 발견되는 충격적인 사건이 발생한다.
시체 발견장소가 밀실이란 점 때문에 용의선상에 오른 사람은 양중달 부사장(박종관), 여비서 백영숙(김동주), 재일교포인 시미즈 기술부장(임정하) 등 3명으로 쉽게 압축되긴 하지만 밀실의 트릭은 수사관들(임채무, 김동현)을 난처하게 만드는데...

## 출연
- 임정하
- 김동주
- 박종관
- 임채무
- 김동현
- 윤영애
- 김인태
- 신충식
- 이묵원
- 지계순
- 한규희
- 최병학
- 황일청
- 송옥숙
- 김성일
- 박찬환
- 박헌성
- 차윤회
- 김순용
- 이창환
- 홍성선
- 장보규
- 전희룡
- 정성모
- 이은철
- 최상훈
- 이동신
- 김흥수
- 임영희
- 김응보
- 한애경
- 구장서
- 이동수
- 서영애
- 견미리
- 송영웅